# Барон Стрейндж из Блэкмера

Герб баронов Стрейндж из Блэкмера

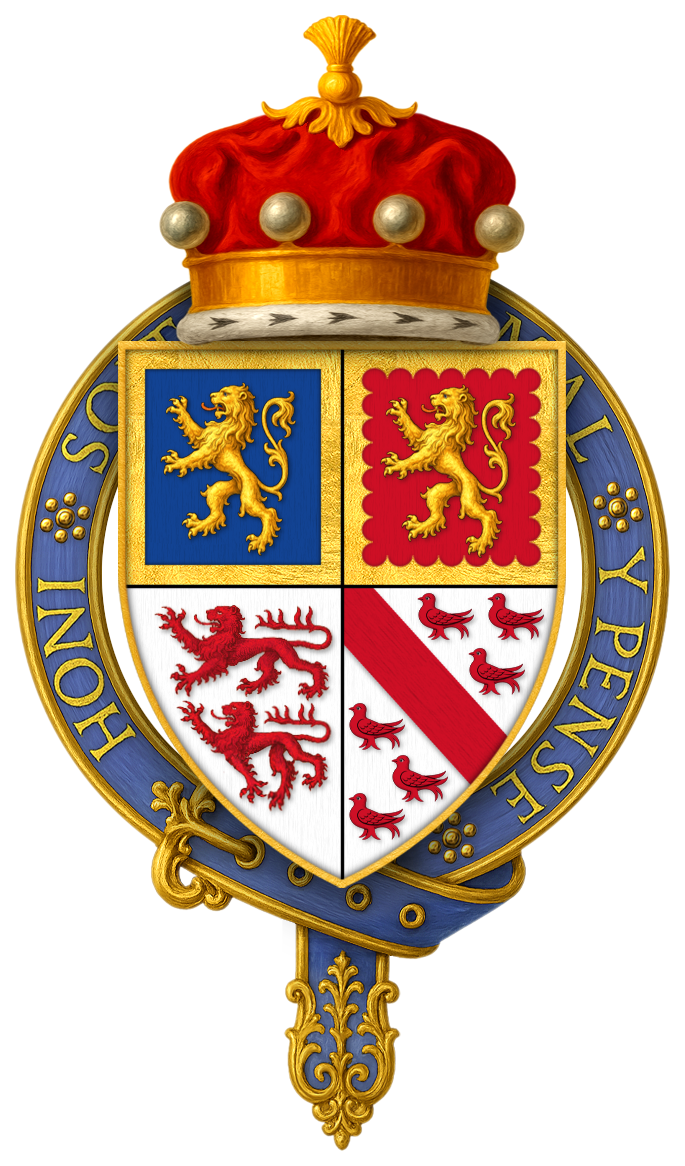
Герб сэра Джона Толбота, 10-го барона Стрейндж из Блэкмера

Барон Стрейндж из Блэкмера (англ. Baron Strange of Blackmere) — старинный баронский титул в системе Пэрства Англии. Он был создан 13 января 1309 года для Фулька ле Стрейнджа (1267—1324), вызванного в парламент в качестве лорда Стрейнджа из Блэкмера. Фульк был сенешалем Аквитании в 1322 году.
После смерти в 1375 году Джона, 5-го барона Стрейнджа из Блэкмера, титул унаследовала его единственная дочь Элизабет (1373—1383), которая в марте 1383 года вышла замуж за Томаса Моубрея, 1-го герцога Норфолка, но в августе того же года умерла. После этого баронство перешло к её тетке Анкарет ле Стрейндж (1361—1413). Та была дважды замужем: за Ричардом Толботом, 4-м бароном Толботом (1361—1396), и за Томасом Невиллом, 5-м бароном Фёрниволлом (умер в 1406). Ей наследовал старший сын Гилберт Толбот, 5-й барон Толбот и 8-й барон Стрейндж из Блэкмера. После смерти Гилберта в 1419 году баронство перешло к его единственной дочери Анкарет, а после её смерти в 1421 году — к брату Гилберта Джону, который позже стал графом Шрусбери.
Потомки Джона Толбота носили баронский титул до 1616 года, когда умер Гилберт Толбот, 7-й граф Шрусбери и 16-й барон Стрейндж из Блэкмера, не оставивший сыновей. На баронский титул стали претендовать три его дочери: Мэри, Элизабет и Алетея. Последняя в 1651 году осталась единственной наследницей, а потому считается 17-й баронессой Стрейндж из Блэкмера. Её потомки носили баронский титул до смерти Эдуарда Говарда, 9-го герцога Норфолка и 22-го барона Стрейндж из Блэкмера, в 1777 году, когда титул вновь оказался в бездействии. Наследниками баронского титула являются потомки его племянниц, Уинифред Говард, леди Стортон (1726—1753), и Энн, леди Петре (1742—1787).

## Бароны Стрейндж из Блэкмера (1309)
- 1309—1324: Фульк ле Стрейндж, 1-й барон Стрейндж из Блэкмера (1267—1324), сын Роберта ле Стрейнджа (ум. 1276)
- 1324—1349: Джон ле Стрейндж, 2-й барон Стрейндж из Блэкмера (1305 — 21 июля 1349), сын предыдущего
- 1349—1349: Фульк ле Стрейндж, 3-й барон Стрейндж из Блэкмера (1320 — 30 августа 1349), старший сын предыдущего
- 1349—1361: Джон ле Стрейндж, 4-й барон Стрейндж из Блэкмера (1332 — 12 мая 1361), младший брат предыдущего
- 1361—1375: Джон ле Стрейндж, 5-й барон Стрейндж из Блэкмера (1353 — 3 августа 1375), единственный сын предыдущего
- 1375—1383: Элизабет ле Стрейндж, 6-я баронесса Стрейндж из Блэкмера (6 декабря 1373 — 23 августа 1383), единственная дочь предыдущего
- 1383—1413: Анкарет Толбот (урожденная ле Стрейндж), 7-я баронесса Стрейндж из Блэкмера (1361 — 1 июня 1413), дочь 4-го барона Стрейнджа из Блэкмера
- 1413—1419: Гилбери Толбот, 5-й барон Толбот, 8-й барон Стрейндж из Блэкмера (1383 — 19 октября 1419), старший сын предыдущей от брака с Ричардом Толботом, 4-м бароном Толботом (1361—1396)
- 1419—1421: Анкарет Толбот, 6-я баронесса Толбот, 9-я баронесса Стрейндж из Блэкмера (1416 — 13 декабря 1421), единственная дочь предыдущего
- 1421—1453: Джон Толбот, 1-й граф Шрусбери, 10-й барон Стрейндж из Блэкмера (1390—1453), второй сын Ричарда Толбота, 4-го барона Толбота, и Анкарет ле Стрейндж, 7-й баронессы Стрейндж из Блэкмера
- 1453—1460: Джон Толбот, 2-й граф Шрусбери, 11-й барон Стрейндж из Блэкмера (1413 — 10 июля 1460), старший сын предыдущего
- 1460—1473: Джон Толбот, 3-й граф Шрусбери, 12-й барон Стрейндж из Блэкмера (12 декабря 1448 — 28 июня 1473), старший сын предыдущего
- 1473—1538: Джордж Толбот, 4-й граф Шрусбери, 13-й барон Стрейндж из Блэкмера (1468 — 26 июля 1538), старший сын предыдущего
- 1538—1560: Фрэнсис Толбот, 5-й граф Шрусбери, 14-й барон Стрейндж из Блэкмера (1500 — 25 сентября 1560), старший сын предыдущего
- 1560—1590: Джордж Толбот, 6-й граф Шрусбери, 15-й барон Стрейндж из Блэкмера (1522 — 18 ноября 1590), старший сын предыдущего
- 1590—1616: Гилберт Толбот, 7-й граф Шрусбери, 16-й барон Стрейндж из Блэкмера (20 ноября 1552 — 8 мая 1616), второй сын предыдущего
- 1616—1651: Титул находился в состоянии бездействия
- 1651—1654: Алетея Говард (урожденная Толбот), графиня Арундел, 17-я баронесса Стрейндж из Блэкмера (1585 — 3 июня 1654), младшая дочь предыдущего, жена Томаса Говарда, 21-го графа Арундела (1585—1646)
- 1654—1677: Томас Говард, 5-й герцог Норфолк, 18-й барон Стрейндж из Блэкмера (9 марта 1627 — 13 декабря 1677), старший сын Генри Говарда, 22-го графа Арундела (1608—1652), внук Томаса Говарда, 21-го графа Арундела, и Альтеи Говард, 17-й баронессы Стрейндж из Блэкмера
- 1677—1684: Генри Говард, 6-й герцог Норфолк, 19-й барон Стрейндж из Блэкмера (12 июля 1628 — 13 января 1684), младший брат предыдущего
- 1684—1701: Генри Говард, 7-й герцог Норфолк, 20-й барон Стрейндж из Блэкмера (11 января 1655 — 2 апреля 1701), старший сын предыдущего
- 1701—1732: Томас Говард, 8-й герцог Норфолк, 21-й барон Стрейндж из Блэкмера (11 декабря 1683 — 23 декабря 1732), старший сын лорда Томаса Говарда (1662—1689), племянник предыдущего
- 1732—1777: Эдвард Говард, 9-й герцог Норфолк, 22-й барон Стрейндж из Блэкмера (5 июня 1686 — 20 сентября 1777), второй сын лорда Томаса Говарда (1662—1689), младший брат предыдущего. С 1777 года титул находится в состоянии бездействия.